# صلاح الضي
صلاح الضَّيْ موسى مفرح لاعب كرة قدم سوداني دولي سابق.
لعب سابقاً كمهاجم لأندية الهلال والتاكا والأشبال والشمالية والمزاد بالإضافة إلى منتخب السودان لكرة القدم.

## الإنجازات

### مع الهلال
- الدوري السوداني الممتاز (5): 1995، 1996، 1998، 1999، 2003.
- كأس السودان (3): 1998، 2000، 2002.

## وصلات خارجية
- صلاح الضي على موقع National Football Teams